# Цјано ди Фјеме
Цјано ди Фјеме (итал. Ziano di Fiemme) је насеље у Италији у округу Тренто, региону Трентино-Јужни Тирол.
Према процени из 2011. у насељу је живело 1661 становника. Насеље се налази на надморској висини од 949 м.

## Становништво
Према резултатима пописа становништва 2011. у општини је живело 1.679 становника.
| 1931. | 1936. | 1951. | 1961. | 1971. | 1981. | 1991. | 2001. | 2011. |
| ----- | ----- | ----- | ----- | ----- | ----- | ----- | ----- | ----- |
| 1.144 | 1.047 | 1.134 | 1.165 | 1.199 | 1.293 | 1.352 | 1.550 | 1.679 |